# Abdon (rechter)
Abdon (Hebreeuws: עַבְדּוֹן, ‘Aḇdōn, "dienaar" of "dienstbaar") was volgens de Hebreeuwse Bijbel acht jaar lang rechter van de Israëlieten. Hij volgde Elon op (Rechters 12:13-15). Er wordt geen enkele daad van Abdon genoemd. Volgens Flavius Josephus was er tijdens zijn achtjarige bestuur vrede in Israël.
Hij was de zoon van Hillel, de Pirathoniet uit Efraïm. Hij had veertig zonen en dertig kleinzonen. Toen stierf hij en werd begraven in Piraton in Efraïm, in het bergland dat ooit aan de Amalekieten had toebehoord. Het feit dat Abdon voor elk van zijn vele kinderen een ezel had, doet vermoeden dat hij een rijk man was.